# 全臺鐵路商務總局
全臺鐵路商務總局是清朝福建臺灣省首任巡撫劉銘傳奉准「修鐵路、創辦商務」後於光緒十三年五月二十日（1887年7月10日）在臺設立的機關之一，一說正式全名為全臺輪船鐵路商務總局，又稱為商務局、臺北通商總局，而傳世關防銘文為「辦理臺灣商務總局關防」，曾修建基隆到新竹的鐵路。

## 沿革
商務局於光緒十三年（1887年）成立時，初由板橋林家的家主林維源為商務督辦；後因林維源已兼辦臺北撫墾事務，改由楊宗瀚督辦商務。該局除了處理鐵路興建事宜外，也在上海旗昌洋行經手下購買兩艘快船，分別名叫「斯美」與「駕時」：「斯美」專門來往臺灣與上海、福州，「駕時」則專門航行於香港、廈門一帶。後來鐵路開工不久後，楊宗瀚因病假歸，遂委任張士瑜為總理。而根據臺灣總督府鐵道部採訪楊懷瑾（曾任票房司事）所得到的記錄，商務局內原先設有文案、帳房、書班，後來又增加收發處、收課銀與翻譯的編制。此外除會辦由英國人馬迪遜擔任外，也有聘用數名外國人掌管測量與技術事務，而火車駕駛也有不少是英國人，但到了光緒十八年（1892年）時除了馬迪遜留下繼續擔任會辦，協助監督鐵路技術外，其他外籍技術人士幾乎都返回本國去了。
而商務局廳舍是一位於臺北城外東北角的三板橋庄的洋樓，在這之前原本設於機器局廳舍內。乙未割臺後，商務局廳舍曾作為「鐵道工夫舍」（鐵道養路工宿舍），後來變成騎兵營。

## 組織
以下為《臺灣鐵道史》、《新編桃園縣志》二書採訪相關人物後所記錄的商務局組織編制，以及職員名字：
| 職稱 | 待遇                                             | 曾任職之人員                                                                 | 備註                                                               |
| 總辦 | 薪俸五十兩、公費二百兩、轎夫四人、使役夫十人     | 張士瑜、黨鳳岡、蔣斯彤、姚西漠                                               | 編一人，相當於今日的臺鐵局局長                                     |
| 會辦 | 薪俸五百元、食費二百五十元、轎夫四人、使役夫四人 | 馬迪遜（英國人）                                                             | 編二到四人，相當於今日的臺鐵局副局長，又分技術、總管、事務佐理分類 |
| 提調 | 薪俸五十兩                                       | 黨鳳岡、張經綸                                                               | 編二人，負責承上宣下                                               |
| 文案 | 薪俸二十兩                                       | 楊雨臣                                                                       | 編一人                                                             |
| 帳房 | 薪俸十二兩                                       | 馬仁軒                                                                       | 編一人                                                             |
| 書班 | 薪俸有差                                         |                                                                              | 編一人                                                             |
| 收發 | 薪俸十二兩                                       | 蕭某                                                                         | 編一人                                                             |
| 收銀 | 薪俸十二兩                                       | 胥瑞之                                                                       | 掌理出納業務                                                       |
| 翻譯 | 薪俸二十四兩                                     | 陳品山                                                                       | 編一人                                                             |
| 稽查鐵路委員 | 俸給三十兩、食費十兩                             | 達鳳翔、白正卿                                                               | 編二人                                                             |
| 稽查橋工委員 | 俸給三十兩、公費二十兩、轎夫四人、使役夫十人     | 以鶴筌、張家德                                                               | 編二人                                                             |
| 巡查鐵路工頭 | 俸給二十四元                                     | 劉發順                                                                       | 編一人                                                             |
| 正副票房司事 | 正薪俸十二元、副薪俸八元，皆有食費三兩           | 楊懷瑾、程華封、姚子廷、朱清賢、林微卿、湖齊蒼、嚴相華、徐良臣、沙鏡波、沈某 | 編六至十人，相當於今日的台鐵正副站長                               |
| 正副查票司事 | 正薪俸十二元、副薪俸八元，皆有食費三兩           | 雲昌、楊慶馨、林助、張玉波、馬蕚卿、馮榮周                                   | 編六至十人                                                         |
| 開車 | 外國人薪俸一百十元，其他六十元到三十元           |                                                                              | 含司爐助理駕駛，正駕駛員聘英國人，副駕駛員聘本國人                 |
| 火車場管理 |                                                  | 張鴻英                                                                       |                                                                    |
| - 提調、文案、帳房、書班、收發處、收課銀、翻譯並無食費，由總辦從其公費分給。 - 巡丁頭、巡丁、管螺絲、洗車、燒火、拭車的薪俸各從十三兩到八兩 - 根據達鳳翔（曾任稽查鐵路委員）的說法，會辦的薪俸與公費合起來有五百餘元，提調薪俸四十兩、食費公費二十兩，文案薪俸三十兩，帳房薪俸二十兩，票房司事薪俸則從十六兩到十兩，總辦薪俸五十兩外還有食費公費二百兩。 |                                                  |                                                                              |                                                                    |